# Cabdill rogenc
El cabdill rogenc (Cnipodectes superrufus) és un ocell de la família dels tirànids (Tyrannidae).

## Hàbitat i distribució
Viu entre la malesa del bosc de les terres baixes al sud-est del Perú i nord-oest de Bolívia.